# L'Ennemi public (film, 1931)
Pour les articles homonymes, voir Ennemi public.
Pour plus de détails, voir Fiche technique et Distribution.
L'Ennemi public (The Public Enemy) est un film américain, pré-Code, en noir et blanc réalisé par William A. Wellman, sorti le 23 avril 1931.

## Synopsis
Tom et Matt sont deux amis inséparables. À Chicago, durant la Prohibition, ils rejoignent la pègre. Mais Matt est tué par un gang rival. Tom veut se venger, mais blessé, il est emmené à l'hôpital. Sa mère et son frère viennent le voir pour se réconcilier. Malheureusement, le gang qui l'a blessé le retrouve et l'exécute.

## Fiche technique
- Titre : L'Ennemi public
- Titre original : The Public Enemy
- Réalisation : William A. Wellman
- Scénario : Harvey Thew, d'après l'histoire de Kubec Glasmon et John Bright
- Musique : David Mendoza
- Photographie : Dev Jennings et Sidney Wagner (seconde équipe, non crédité)
- Montage : Edward McDermott
- Décors : Max Parker
- Costumes : Edward Stevenson (non crédité) et Earl Luick
- Producteur : Darryl F. Zanuck
- Sociétés de production et de distribution : Warner Bros. Pictures
- Pays de production :  États-Unis
- Langue originale : anglais américain
- Format : noir et blanc — 35 mm — 1,37:1 — son : mono
- Genre : Film de gangsters
- Durée : 83 minutes
- Dates de sortie : 
  - États-Unis : 23 avril 1931
  - France : 11 septembre 1931

## Distribution

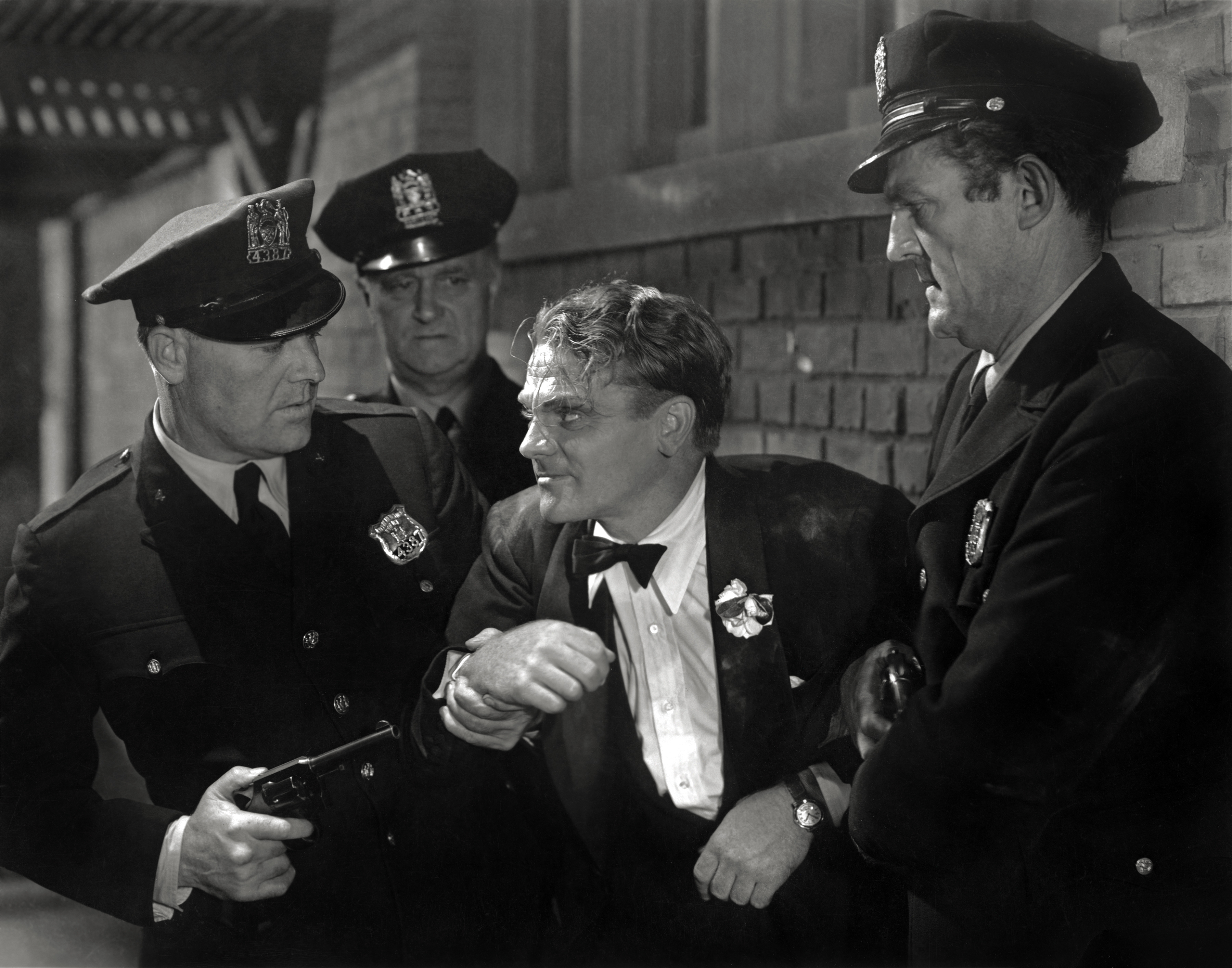
James Cagney

- James Cagney : Tom Powers
- Jean Harlow : Gwen Allen
- Edward Woods : Matt Doyle
- Joan Blondell : Mamie
- Donald Cook : Mike Powers
- Leslie Fenton : Nails Nathan
- Beryl Mercer : Ma Powers
- Robert Emmett O'Connor : Paddy Ryan
- Mae Clarke : Kitty
- Murray Kinnell : Putty Nose
- Snitz Edwards : Miller

Acteurs non crédités
- Robert Homans : l'officier Pat Burke
- Sam McDaniel : un maître d'hôtel

## Commentaires et critiques
« Filmé nerveusement et sans fioriture, comme de coutume à la Warner Bros, L'Ennemi public fit une star de James Cagney, dans son premier grand rôle de gangster poupin, règlant à coups de feu la névrose collective d'une société. Le charisme de l'acteur, sa petite silhouette énergique, son faciès ricanant éclipsent le reste de la distribution (avant son remodelage à la Metro-Goldwyn-Mayer, Jean Harlow, en mondaine qui "s'encanaille", est particulièrement médiocre). Cagney tirant sur une tête d'ours empaillée pendant le hold-hup d'un entrepôt de fourrures, Cagney écrasant un demi-pamplemousse sur le visage de Mae Clarke sans raison apparente, Cagney titubant sous la pluie, blessé, se rendant compte : « Je ne suis pas si dur que ça ! », Cagney enveloppé comme une momie, le visage ensanglanté, son cadavre tombant aux pieds de son frère horrifié : autant d'images choc qui font partie à jamais de la mythologie hollywoodienne des années 1930 »

— Gérard Legrand, Petit Larousse des films, 2009

## Autour du film
- James Cagney avait déjà brillé dans le film d'Archie Mayo Au seuil de l'enfer (The Doorway to Hell) en 1930, mais il ne tenait pas le premier rôle, aussi L'Ennemi public est-il considéré comme son premier vrai grand rôle.
- On prétend qu'en 1930, au moment où la puissance d'Al Capone avait atteint et dépassé son apogée, la Warner Bros. lui avait offert, pour interpréter le rôle principal de son film, L'Ennemi public, un cachet de 200 000 dollars. (Cf. H. M. Enzensberger, Chicago-Ballade, Allia, 2009, pp. 15-16).
- Le créateur du générique mentionne Louise Brooks dans le rôle de Bess, mais l'actrice n'apparaît à aucun moment dans le film.